# NGC 7049
NGC 7049 هي مجرة تتبع كوكبة الهندي. اكتشفها جيمس دنلوب في 4 أغسطس 1826.

## روابط خارجية
- NGC 7049 على موقع ويكي سكاي: DSS2, SDSS, GALEX, IRAS, Hydrogen α, X-Ray, Astrophoto, Sky Map, Articles and images